# Manuel de Figueiredo
Manuel de Figueiredo, auch Manoel geschrieben, (* 1568 in Torres Novas; † um 1622 bis 1630 mutmaßlich in Lissabon) war ein bedeutender portugiesischer Naturwissenschaftler. 

## Leben
Die Biographie de Figueiredos ist nur lückenhaft überliefert. Als gesichert gilt, dass er ein Anhänger des wissenschaftlichen Wirkens von Pedro Nunes war und selbst in Lissabon Mathematik, Kosmografie, Astronomie und Nautik lehrte. Er war für seine umfassende Bildung bekannt und erwarb sich mit seinen Publikationen auch internationales Ansehen. Gleichwohl stellte der deutsche Astronom Johann Heinrich von Mädler 1873 fest, dass de Figueiredo mutmaßlich keine Kenntnis von den astronomischen Forschungsergebnissen Nikolaus Kopernikus’ (1473–1543) und Tycho Brahes (1546–1601) besaß.
In seinen Veröffentlichungen beschäftigte er sich unter anderem mit Vorausberechnungen von Sonnenfinsternissen und Kometenannäherungen, mit Saatzyklen, Arithmetik sowie mit nautischen Navigationsbeschreibungen und dafür notwendigen Instrumenten wie dem Jakobsstab. Eines seiner bekanntesten Werke ist die 1603 erschienene Chronographia. Sie steht in einer Tradition gleichnamiger Bücher (auch als Reportorio dos tempos bezeichnet, beziehungsweise sp.: Reportorio de los tiempos). Dabei handelte es sich um eine vom späten 15. Jahrhundert bis ins frühe 17. Jahrhundert auf die Iberische Halbinsel eingrenzbare Literaturkategorie, in der die Autoren vornehmlich astronomische und astrologische Themen und Kalender behandelten. Die Bände unterschieden sich von den mitteleuropäischen, zumeist jährlich erscheinenden Almanachen insofern, als dass es sich um große und vergleichsweise teure Bücher mit oftmals mehreren Hundert Seiten handelte, die als nicht-technische Abhandlungen einen lange Zeit überdauernden Wert haben sollten. Sie waren stets in Vernakularsprache verfasst, um eine möglichst große Leserschaft zu erreichen. Das erste klassischerweise dieser Kategorie zugeordnete Werk wurde 1495 von Andrés de Li veröffentlicht – das bekannteste 1548 von Jerónimo de Chaves. Die Chronographia von Manuel de Figueiredo zählte zusammen mit jener von Rodrigo Zamorano (1594) zu den letzten Vertretern dieser Gattung.
Am 15. Juli 1608 wurde de Figueiredo ad interim zum Cosmógrafo-mor (de. etwa: Oberster Kosmograph) ernannt und stieg damit zu einem der einflussreichsten Naturwissenschaftler des Königreiches Portugal auf. Er übte diese Aufgabe bis 1622 aus und zwar in Abwesenheit João Baptista Lavanhas, der häufig in Spanien weilte. 
Der britische Historiker Charles Ralph Boxer warf de Figueiredo im Jahr 1984 Plagiarismus vor. Boxer argumentierte, dass nach der Entdeckung des östlichen Seeweges nach Indien (1498) vor allem die Piloten Diogo Affonso (bl. 1530), Vicente Rodrigues († 1592) und Gaspar Ferreira Reimão († 1626) entscheidende Beiträge zur Verbesserung dieser Schifffahrtsroute geliefert hätten. Die gedruckten Berichte der beiden letztgenannten seien von mehreren Cosmógrafo-mores von Manuel de Figueiredo bis Manuel Pimentel (amtierte 1680–1719) „nach Belieben geplündert und plagiiert“ worden, die sich „damit zufrieden gegeben [hätten], die Werke ihrer Vorgänger nahezu unverändert zu reproduzieren.“

## Publikationen (Auswahl)
Der barocken Sitte ihrer Zeit entsprechend, tragen de Figueiredos Veröffentlichungen zumeist sehr lange Titel, die ausführlich auf die unterschiedlichen Aspekte des Inhaltes eingehen. Insbesondere bei Chronographia und Hydrographia wird jedoch der Einfachheit halber zumeist nur das erste Wort genannt.  
- Manoel De Figueiredo: Chronographia. Repertorio Dos Tempos, No Qual Se Contem VI. Partes, f. Dos Tempos: Esphera, Cosmographia, & arte da navegaçaõ, Astrologia rustica, & dos tempos, & pronosticaçaõ dos eclipses, cometas, & samenteiras. O calendario Romano, cõ os eclipses ate 630. E no fim o uso, & fabrica da balhestilha, & quadrante gyometrico, com hum tratado dos Relogios. Verlag von Jorge Rodrigues, Lissabon, 1603.
- Manoel De Figueiredo: Prognostico do Cometa que apereceo em 15. de Setembro de 1604. Verlag von Pedro Crasbeeck, Lissabon, 1605.
- Manoel De Figueiredo: Tratado de Practica de Arithmetica composta por Gaspar Nicolás emendada, e acrecentada. Verlag von Vicente Alvarez, Lissabon, 1607.
- Manoel De Figueiredo: Hydrographia, Exame De Pilotos, No Qual Se Contem As Regras Que todo Piloto deue guardar em suas navegações, assi no Sol, variação dagulha, como no cartear, com algúas regras da navegação de Leste, Oeste, com mais o Aureo numero, Epactas, Marès, & altura da Estrella Pollar. Com os Roteiros de Portugal pera o Brasil, Rio da Prata, Guinè, Sam Thomé, Angolla, & Indias de Portugal, & Castella. Verlag von Vicente Alvarez, Lissabon, 1608.
- Manoel De Figueiredo: Roteiro, e Navegaçaõ das Indias Occidentaes, Ilhas Antilhas do mar Oceano Occidental com suas derrotas, sondas, fundos e conhecenças. Verlag von Pedro Crasbeeck, Lissabon, 1609.